# 더 와이어
《더 와이어》(The Wire)는 미국의 드라마이다. 2002년부터 2008년까지 미국 방송 채널 HBO에서 방영했다.

## 배우
- 도미닉 웨스트
- 존 도먼
- 이드리스 엘바
- 마이클 B. 조던
- 프랭키 페이슨
- 로런스 길리어드 주니어
- 소냐 손